# Clepsis spectrana
Clepsis spectrana es una especie de polilla del género Clepsis, categorizada en la tribu Archipini, de la subfamilia Tortricinae.

## Distribución
Se distribuye por Alemania, Dinamarca y Reino Unido.

## Taxonomía
Fue descrita por Treitschke en 1830 y publicada en (Tortrix), Schmett. Eur. 8: 77.